# 143. brigada HV
143. brigada Hrvatske vojske (Ogulin) osnovana je 13. studenog 1991. godine.

## Ratni put

### 1991.
Prva legalno naoružana vojna postrojba u ogulinskom kraju, bataljun "Klek" Zbora narodne garde, ustrojena je 7. srpnja 1991. i u početku ima 109 pripadnika, naoružanih prvenstveno lakim oružjem, uglavnom puškama M-48.
U srpnju se razbuktava rat na području južno od Ogulina, pa četnici iz smjera Plaškog minobacačima napadaju Josipdol, s ciljem presijecanje vitalne komunikacije Karlovac-Split i odsijecanje južnog dijela Hrvatske od Zagreba. 
Zajedno s pripadnicima MUP-a, specijalnom i temeljnom policijom, te odredima Narodne zaštite, ova postrojba krajem srpnja 1991. godine uspijeva zaustaviti prve napade na područje Cerovnika i Josipdola. Četnici su odbačeni prema Plaškom, a od potpunog sloma ih spašava tampon zona koju uspostavlja JNA i koja kasnije prerasta u crtu bojišnice.
Sukobi s vremenom jačaju, a JNA još uvijek drži vojarne pod svojim nadzorom i iz njih prijeti Hrvatskoj. Hrvatska kreće u zauzimanje vojarni i skladišta JNA, u kojima se nalaze velike količine naoružanja i vojne opreme. 
Dana 16. rujna 1991. pripadnici bataljuna "Klek" ZNG-a, odreda narodne zaštite i MUP-a zauzimaju vojarne u centru Ogulina i naselju Sveti Petar, te osvajaju velike količine oružja i vojne opreme. JNA uzvraća 19. rujna, i to napadom na smjeru poligon Slunj – Carevo polje – Skradnik, s ciljem osiguranja vojarni u Skradniku. HV u večernjim satima istog dana uspijeva osvojiti vojarnu.
Glavni stožer HV donosi odluku o formiranju Zapovjedništva obrane grada Ogulina, a osvojeno naoružanje omogućava stvaranje i opremanje većih vojnih postrojbi. Formiraju se 4. pješačka bojna, 5. ogulinska pješačka bojna, tada još u sastavu 110. karlovačke brigade Zbora narodne garde. Topničko oružje omogućava stvaranje prve samostalne topničke bitnice koja kasnije prerasta u mješoviti artiljerijski divizijun 143. brigade.
Utvrđuje se i zaposjeda obrambena crta bojišnice od zaseoka Kamenica sve do vrha Kapele, u dužini većoj od 27 km.
U nastavku napada na vojarne, HV u pregovorima ne uspijeva nagvoriti JNA na predaju, pa JNA 13. listopada 1991. diže u zrak najveća vojna skladišta municije i eksploziva u ogulinskom kraju, Oštarije I. i Oštarije II., s preko 7.000 tona eksplozivnih sredstava. 
Tijekom listopada 1991. JNA i četnici intenziviraju napade na Saborsko koje nakon 42 dana okruženja, u noći 12. na 13. studeni 1991., ipak pada u ruke neprijatelju. Četnici u Saborskom rade pokolj svih koji ne mogu ili ne žele otići.
Glavni stožer HV donosi 13. studenog 1991. godine zapovijed o formiranju ogulinske 143. brigade HV. Formira se Zapovjedništvo brigade, 3. pješačka bojna, mješoviti topnički divizijun, pristožerne postrojbe, a dotadašnje 4. i 5. pješačka bojna 110. brigade postaju 1. i 2. pješačka bojna 143. brigade HV.
Brigada preuzima i uspješno brani utvrđenu crtu bojišnice sve do Sarajevskog primirja i dolaska mirovnih snaga UN-a. Tada se privremeno prevodi u pričuvu i demobilizira, a održavanje crte bojišnice preuzima novo formirana ogulinska postrojba, Domobranska bojna Ogulin u čiji sastav privremeno prelaze dio topničkih i izvidničkih postrojbi, samostalna satnija Saborsko te dio pripadnika 143. brigade.

### 1992. – 1995.
Domobranska bojna Ogulin aktivnom obranom uspostavlja novu crtu bojišnice u neprijateljskoj dubini na području Radošića i Kapele, čime smanjuje ugrozu naselja uz crtu bojišnice (Josipdol, Carevo Polje, Modruš) i povećava sigurnost prometa na cesti Karlovac - Split.
Početak 1993. donosi pojačane provokacije i topnička djelovanja s okupiranih područja. Polovicom 1993. godine u širem području grada Ogulina se razmješta 1. gardijska brigada "Tigrovi", a u jesen se iz pričuve podiže 143. brigada, koja zajedno s 14. domobranskom pukovnijom Slunj i Domobranskom bojnom Ogulin, preuzima preko 40 kilometara dugu crtu bojišnice od Kamenice do Jezerana. 
Početkom rujna 1994. godine, novim ustrojem Hrvatske vojske, reorganizira se većina brigada u pukovnije. Od 143. brigade HV i Domobranske bojne Ogulin formira se 143. ogulinska domobranska pukovnija. Ova sinergija omogućava podizanje borbenih sposobnosti i još intenzivnije pripreme za predstojeća napadna djelovanja.   

### Operacija Oluja
Ljeto 1995. donosi konačan rasplet rata - operaciju Oluja. U Oluji, 143. pukovnija predstavlja glavnu snagu na glavnom pravcu napada Zbornog područja Karlovac, sa zadaćom da u roku od dva dana oslobodi područja Plaškog i vojnog poligona Slunj, koju pukovnija izvršava u potpunosti. Borbeno spremni i uz visok moral, pukovnija preuzima novi zadatak - oslobađanje Slunja, što im uspijeva već 6. kolovoza oko 14,00 sati, kada pukovnija iz pravca poligona Slunj prva ulazi u Slunj. U nastavku "Oluje", 143. pukovnija nastavlja s napadnim djelovanjem na pravcu Veljun – Vojnić, te sudjeluje u oslobođenju područja Vrginmosta i Petrove gore. Tijekom 7 dana, koliko traje operacija Oluja, pukovnija prelazi, uglavnom pješice, više od 130 kilometara. Zahvaljujući odličnoj spremnosti i uvježbanosti, tijekom borbenog djelovanja pukovnija ima vrlo male gubitke.
Po završetku "Oluje", pukovnija je razmještena na granicu RH i BiH, a sredinom 1996. odlazi u pričuvu i demobilizira se.